# As três fiandeiras
 As três fiandeiras (em alemão: Die drei Spinnerinnen) é um conto de fadas alemão compilado pelos Irmãos Grimm. É o conto número 14 (KHM 14). Enquadra-se no Tipo 501 do Sistema Aarne-Thompson-Uther de classificação de contos folclóricos.

## Origem
A história foi publicada pelos Irmãos Grimm na segunda edição de Kinder- und Hausmärchen in 1819. Sua fonte principal foi Paul Wigand (1786–1866), completada pelas versões de Jeanette Hassenpflug (1791–1860) e Johannes Prätorius (1630–1680). A primeira edição (1812) conteve uma variante mais curta intitulada "Fiação de Linho Odiosa" ("Von dem bösen Flachsspinnen"), baseada no relato de Jeanette Hassenpflug.

## História
Uma menina bonita, mas preguiçosa, recusava-se a fiar. Quando sua mãe a espancou por isso, a rainha, passando por perto, indagou sobre o motivo da punição. Envergonhada em admitir a preguiça da filha, a mulher respondeu que sua filha fiava tanto que faltava dinheiro para comprar linho suficiente. A rainha, impressionada com tal diligência, se ofereceu para levar a menina consigo.
Uma vez no castelo, a rainha leva a menina para uma sala cheia de linho. Se fiar tudo em três dias, ela se casará com o filho mais velho. Dois dias depois, a rainha retorna e fica surpresa ao encontrar o linho intocado. A menina explica que a saudade de casa a impediu de fiar, mas ela percebe que essa desculpa não lhe servirá duas vezes.
Três mulheres aparecem na janela naquela noite. Uma tem um pé grotescamente inchado; a segunda, um polegar crescido; a terceira, um lábio pendente. Elas se oferecem para fiar todo o linho para a menina se ela as convidar para seu casamento, apresentá-las como suas tias e deixá-las se sentarem na sua mesa. Ela concorda, e as mulheres começam e terminam a fiação.
De manhã, a rainha fica satisfeita ao ver o linho todo fiado. Ela organiza o casamento com seu filho, o príncipe, e a menina pede para convidar suas "tias". Quando elas aparecem, o príncipe pergunta como elas adquiriram tais deformidades, e as três explicam que elas resultam de seus anos de fiação ‒ o pé de pisar, o lábio de lamber e o polegar de trançar o fio. O príncipe proíbe sua linda nova esposa de fiar novamente.